# Stade de Kégué
Das Stade de Kégué ist ein Fußballstadion mit Leichtathletikanlage in der togoischen Hauptstadt Lomé, im Süden des Landes. Die Anlage wurde vom chinesischen Architekten Yang Zhou entworfen. Nach einem ersten Aufenthalt in Lomé im Jahr 1995 waren die Baupläne zwei Jahre später fertig.

## Geschichte
Das im Jahr 2000 eröffnete Stade de Kégué bietet 30.000 Zuschauern Platz. Vom 10. bis 25. März 2007 fand der U-17-Afrika-Cup in Togo statt. 14 der 16 Partien wurden im Stade de Kégué ausgetragen. Am 19. Oktober des Jahres kam es im Stade de Kégué während eines Qualifikationsspiels zum Afrika-Cup 2008 zwischen Togo und Mali zu Ausschreitungen, bei denen zwei Spieler und mehrere malische Anhänger verletzt wurden. In der Folge sperrte die Confédération Africaine de Football den Platz für etwa zwei Jahre.